# Středověký dům na území Čech a Moravy
Středověký dům na území Čech a Moravy sleduje vývoj domu v období, které lze rozdělit na raný středověk, kdy města ještě nehrála významnou roli, a na vrcholný a pozdní středověk, kdy je třeba rozlišovat mezi domy venkovskými a městskými.

## Raný středověk

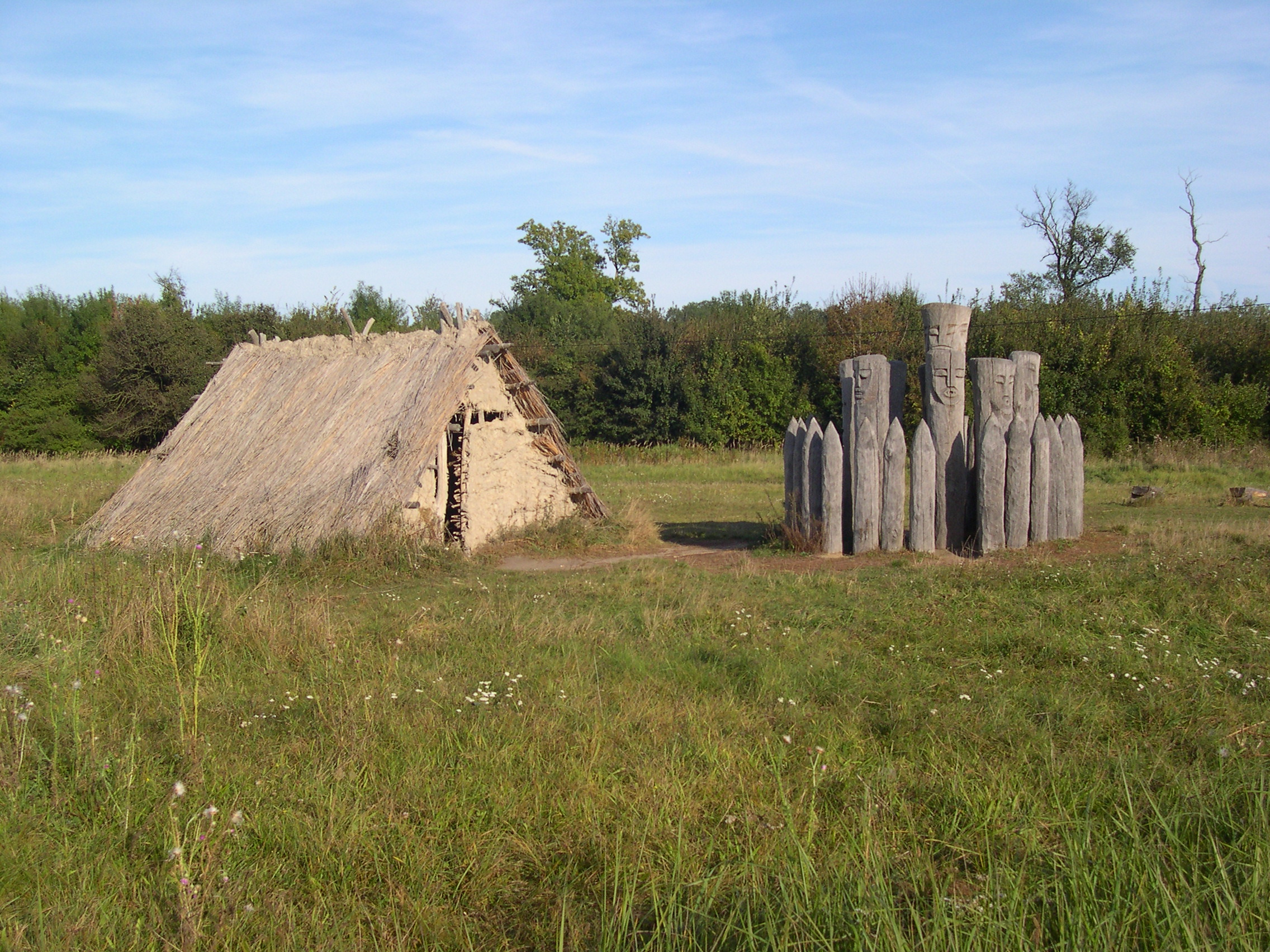
rekonstrukce polozemnice na Pohansku

Podobu domu v období raného středověku je možné rekonstruovat především díky archeologickým výzkumům. Dle dosavadních výsledků se zdá, že typické jsou pro období 6. až 13. století jednodílné polozemnice, respektive zemnice. Nejstarší objekty, které odpovídaly tomuto typu stavení, byly nalezeny a prozkoumány například v Roztokách u Prahy (zde bylo nalezeno asi 128 objektů), nebo v Praze-Liboci, Břeclavi-Pohansku, Mušově či Březně u Loun. Z doby mezi 8. a 13. stoletím pocházejí nálezy z Břežánek, Jenišova Újezdu, Krašovic, Mstěnic, Šakvic.
Pro tyto stavby je typická rozloha 9 - 19 m², otopné zařízení, je- li přítomno, nachází se obvykle v severozápadním rohu. Vzhledem k nálezům sloupové jámy při jižní straně zahloubeniny, předpokládá se, že (polo)zemnice měly hřebenovou střechu. Technicky byly tyto stavby různorodé: uplatnila se technika roubená, pletená, drážková i mazanice.
O vnitřním vybavení se mnoho neví, jedinými pozůstatky jsou kůlové jamky na dně obydlí, z kterých se mnoho vyvodit nedá.
Protože archeologický výzkum raně středověkých sídlišť na území ČR zůstává ve svých výsledcích problematický, není jasno, v jakém množství se v rámci sídlišť vyskytovaly povrchové stavby a jakou roli hrály. Starší výzkumy stopy povrchových staveb zachycovaly sporadicky, nověji se jejich větší koncentrace nalezly např. v Hrdlovce, Jenišově Újezdě nebo Libkovicích.
Dalším problémem výzkumu raně středověkého osídlení zůstává vztah mezi jednodílnými stavbami typickými pro raná období středověku a vrcholně středověkým trojdílným domem. Některé teorie prosazují jeho autochtonní vývoj v rámci střední Evropy a tak panuje snaha nalézt již před 13. stoletím nějaké jeho předstupně (čili dvojdílné domy). Některé vskutku byly nalezeny, např. v Březně u Loun (obj. 83), Mstěnicích (obj. C/64) nebo Hrdlovce. Jejich jednoznačná souvislost s trojdílným domem nebyla zatím plně prokázána.

## Vrcholný středověk

### Venkovský dům

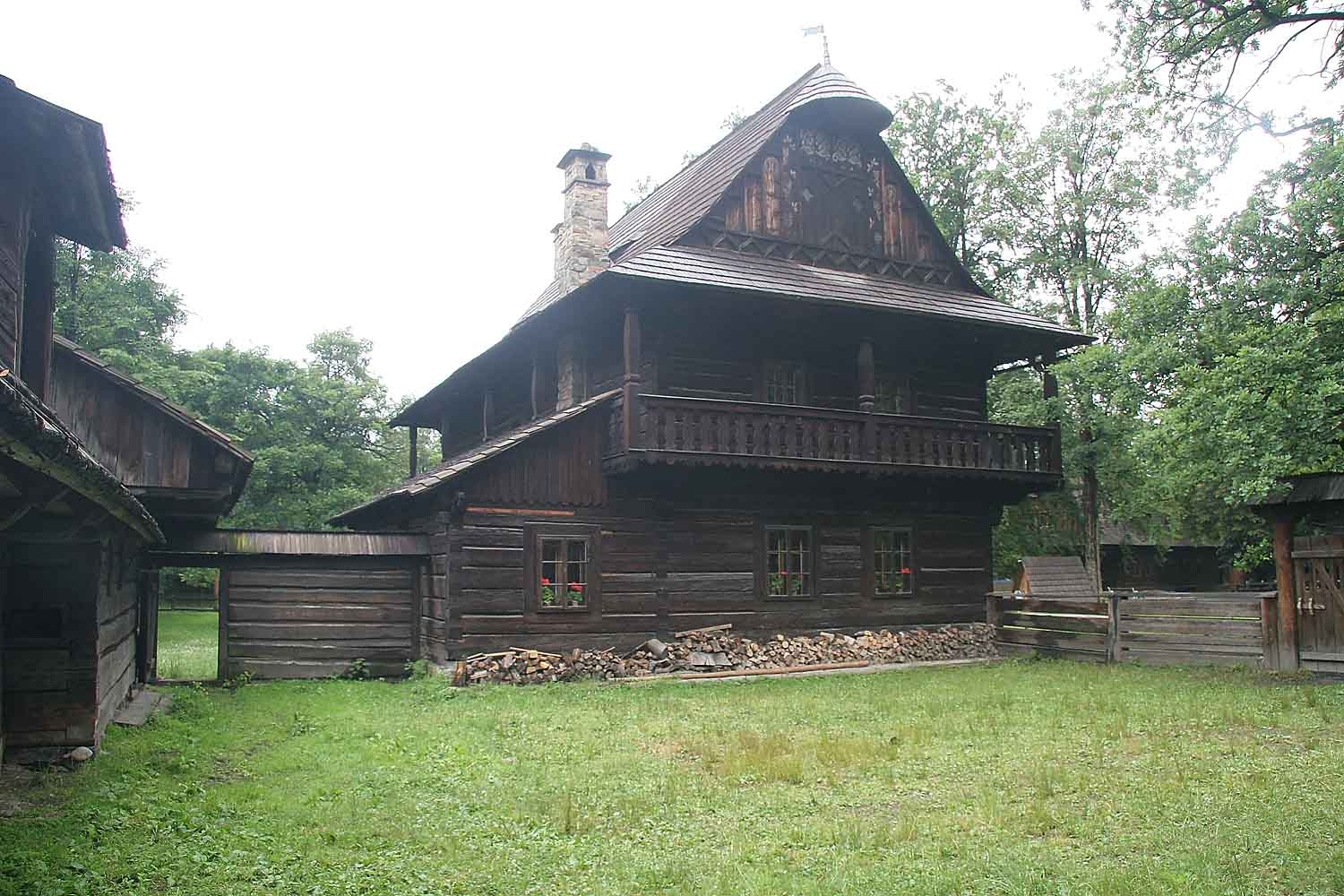
dřevěný dům, Valašské muzeum v přírodě

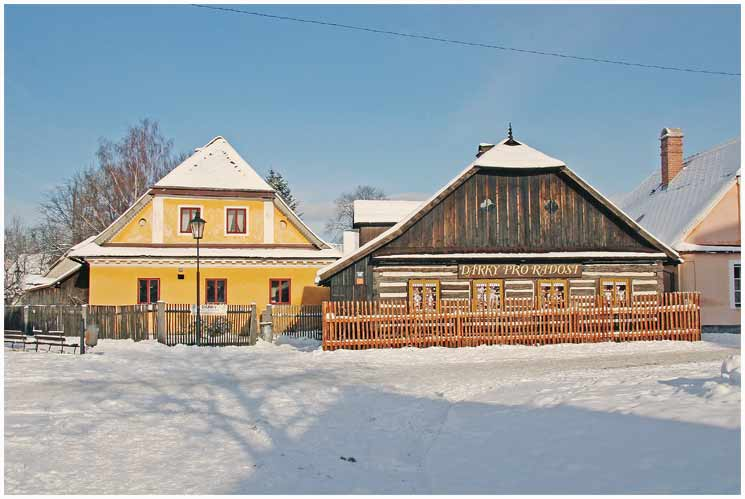
venkovské domy, památková rezervace Betlém v Hlinsku, součást expozice Muzea v přírodě Vysočina

V souvislosti s přeměnou středověké společnosti dochází v průběhu 13. až 15. století k postupným změnám podoby venkovského domu. Z domu částečně či zcela zapuštěného do země se stává přízemní stavba s podlahou na úrovni terénu či nad terén vyvýšenou.
Změnila se jeho základní dispozice, kromě jednodílného se objevuje dvojdílný a postupem času si převahu získává dům trojdílný. Od něj se pak odvíjejí další typy uspořádání (s výměnkem, dvojtraktová dispozice atd.). Obecně platí, že vesnický dům se ve většině případů rozrůstal do šířky, jen výjimečně do výšky. Důležitým aspektem, který do značné míry ovlivnil vývoj domu je také vývoj topeniště.
Okolo vzniku trojdílného domu se vedou spory, zda se jedná o záležitost autochtonní (tomu by dosvědčoval výzkum především ve Mstěnicích) či zda se jedná o importovanou záležitost, a pokud jde o převzatou kulturní komponentu, pak odkud byla převzata.

### Městský dům

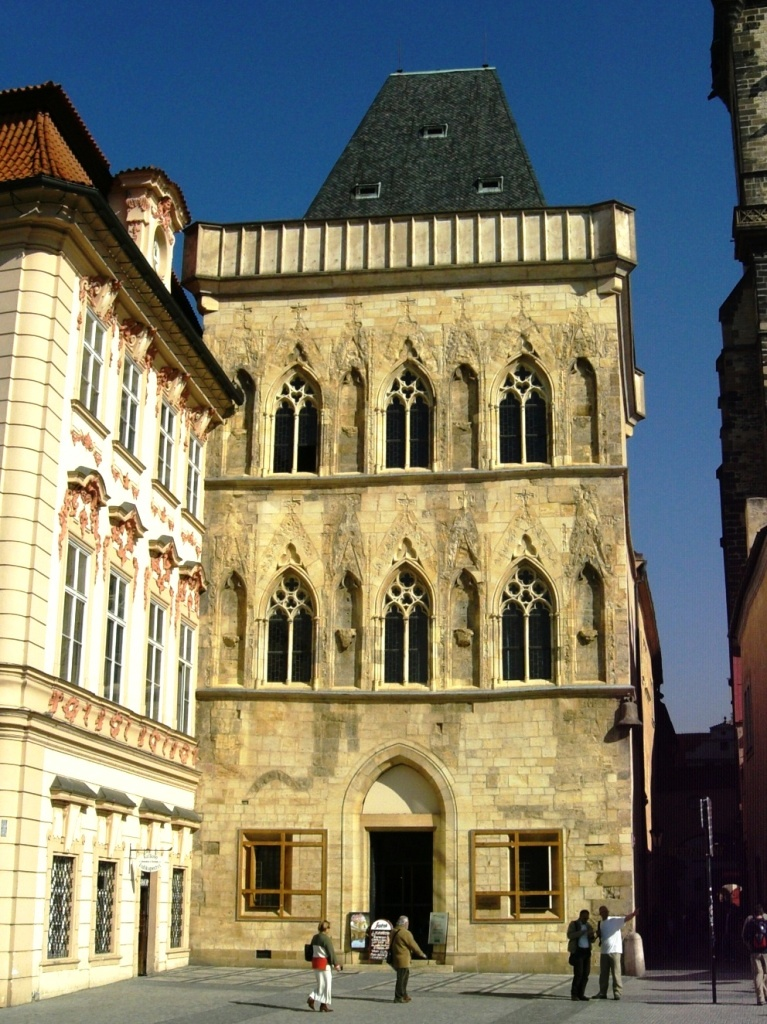
Gotický dům U kamenného zvonu v Praze (kolem 1330)

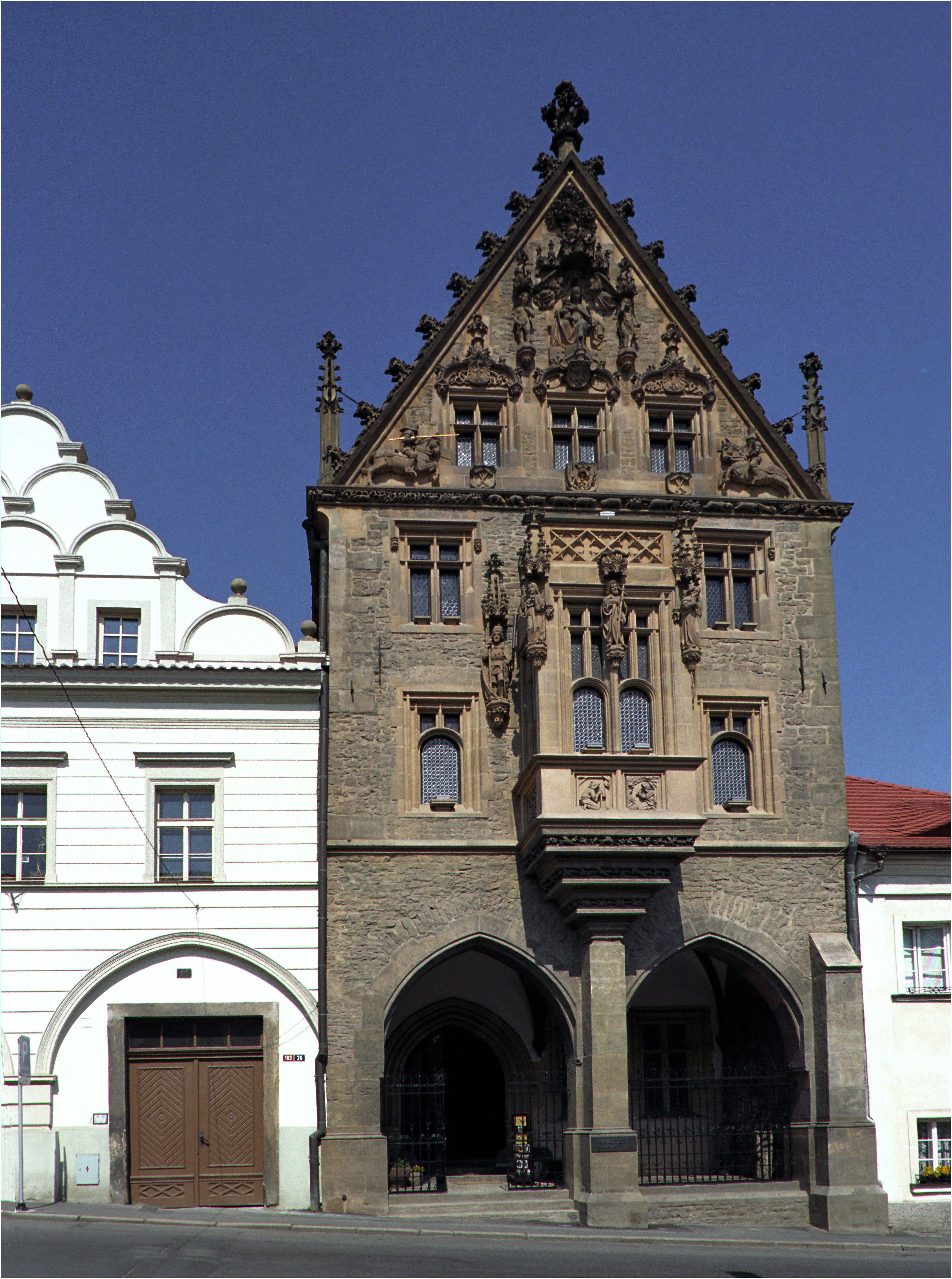
Kamenný dům v Kutné Hoře

Nejstarší městské domy byly patrně dřevěné, jen vzácně z lomového kamene, často s roubeným nebo hrázděným patrem. Bohaté domy od 13. století byly kamenné, o dvou až třech podlažích, s klenutými přízemními místnostmi, vysokým štítem a hřebenovou střechou. Přiléhaly k sobě, tvořily souvislou frontu a jejich stavební parcely byly většinou úzké a velmi hluboké, takže většina vnitřních místností neměla přirozené světlo. Od 14. století se začínají používat cihly i technika hrázděných staveb, které se však z této doby u nás nezachovaly. I zděné domy byly později často přestavěny, takže se zachovaly jen sklepy a zdivo. Výjimečný příklad zachovaného domu ze 14. století (patrně kolem 1330) je věžový dům U Kamenného zvonu na Staroměstském náměstí v Praze, původně královský palác s vnitřním dvorem a bohatou sochařskou i malířskou výzdobou. Kamenný dům v Kutné Hoře je z konce 15. století.